# Auw
Auw é uma comuna da Suíça, no Cantão Argóvia, com cerca de 1.503 habitantes. Estende-se por uma área de 8,61 km², de densidade populacional de 175 hab/km². Confina com as seguintes comunas: Beinwil, Hohenrain (LU), Mühlau, Sins.
A língua oficial nesta comuna é o Alemão.